# Gymnastique artistique aux Jeux olympiques d'été de 2020 - cheval d'arçons hommes
Pour un article plus général, voir Gymnastique artistique aux Jeux olympiques d'été de 2020.
Navigation
Rio de Janeiro 2016 Paris 2024
La finale de cheval d'arçons de gymnastique artistique des Jeux olympiques d'été de 2020 organisés à Tokyo (Japon), se déroule au Centre de gymnastique d'Ariake le 1er août 2021.

## Format
Les 8 meilleurs gymnastes sont qualifiés pour la finale. Les compteurs sont remis à zéro pour la finale, qui ne prend pas en compte les notes des qualifications.
Il ne peut y avoir que deux gymnastes par délégation, le moins bien classé d'entre eux ne serait pas qualifié et le prochain gymnaste le mieux classé serait qualifié à sa place.
Au cas où un gymnaste ne pourrait se présenter à la finale, trois remplaçants sont prévus lors des qualifications.

## Qualifications
Les qualifications ont lieu le 24 juillet 2021.
| Rang | Nom                       | Pays                       | Note D | Note E | Pénalité | Total  | Qualification |
| ---- | ------------------------- | -------------------------- | ------ | ------ | -------- | ------ | ------------- |
| 1    | Lee Chih-kai              | Taipei chinois             | 6.400  | 8.866  |          | 15.266 | Q             |
| 2    | Rhys McClenaghan          | Irlande                    | 6.500  | 8.766  |          | 15.266 | Q             |
| 3    | Kōhei Kameyama            | Japon                      | 6.500  | 8.766  |          | 15.266 | Q             |
| 4    | Alec Yoder                | États-Unis                 | 6.400  | 8.800  |          | 15.200 | Q             |
| 5    | Max Whitlock              | Grande-Bretagne            | 6.800  | 8.100  |          | 14.900 | Q             |
| 6    | Sun Wei                   | Chine                      | 6.300  | 8.533  |          | 14.833 | Q             |
| 7    | Kazuma Kaya               | Japon                      | 6.400  | 8.433  |          | 14.833 | Q             |
| 8    | Daiki Hashimoto           | Japon                      | 6.500  | 8.266  |          | 14.766 | NQ            |
| 9    | David Belyavskiy          | Comité olympique de Russie | 6.400  | 8.333  |          | 14.733 | Q             |
| 10   | Matvei Petrov             | Albanie                    | 6.500  | 8.233  |          | 14.733 | R1            |
| 11   | Joe Fraser                | Grande-Bretagne            | 6.300  | 8.366  |          | 14.666 | R2            |
| 12   | Zou Jingyuan              | Chine                      | 5.900  | 8.700  |          | 14.600 | R3            |
| 13   | Artur Davtyan             | Arménie                    | 6.000  | 8.566  |          | 14.566 | NQ            |
| 14   | Nikita Nagornyy           | Comité olympique de Russie | 6.200  | 8.166  |          | 14.366 | NQ            |
| 14   | Vladislav Poliashov       | Comité olympique de Russie | 6.200  | 8.166  |          | 14.366 | NQ            |
| 16   | Xiao Ruoteng              | Chine                      | 6.400  | 7.900  |          | 14.300 | NQ            |
| 17   | Ferhat Arıcan             | Turquie                    | 5.900  | 8.333  |          | 14.233 | NQ            |
| 17   | Yul Moldauer              | États-Unis                 | 5.900  | 8.333  |          | 14.233 | NQ            |
| 19   | Nils Dunkel               | Allemagne                  | 5.700  | 8.433  |          | 14.133 | NQ            |
| 20   | Lin Chaopan               | Chine                      | 5.600  | 8.500  |          | 14.100 | NQ            |
| 21   | James Hall                | Grande-Bretagne            | 6.200  | 7.900  |          | 14.100 | NQ            |
| 22   | Takeru Kitazono           | Japon                      | 5.700  | 8.216  |          | 13.916 | NQ            |
| 23   | Sam Mikulak               | États-Unis                 | 5.600  | 8.300  |          | 13.900 | NQ            |
| 24   | Benjamin Gischard         | Suisse                     | 5.600  | 8.233  |          | 13.833 | NQ            |
| 25   | Wataru Tanigawa           | Japon                      | 5.900  | 7.933  |          | 13.833 | NQ            |
| 26   | Artur Dalaloyan           | Comité olympique de Russie | 5.800  | 8.000  |          | 13.800 | NQ            |
| 27   | Loris Frasca              | France                     | 5.500  | 8.266  |          | 13.766 | NQ            |
| 28   | Brody Malone              | États-Unis                 | 5.600  | 8.133  |          | 13.733 | NQ            |
| 29   | Andreas Toba              | Allemagne                  | 5.700  | 8.000  |          | 13.700 | NQ            |
| 30   | Lukas Dauser              | Allemagne                  | 5.300  | 8.366  |          | 13.666 | NQ            |
| 31   | Illia Kovtun              | Ukraine                    | 6.000  | 7.666  |          | 13.666 | NQ            |
| 32   | Ludovico Edalli           | Italie                     | 5.600  | 8.000  |          | 13.600 | NQ            |
| 33   | Pablo Brägger             | Suisse                     | 5.400  | 8.166  |          | 13.566 | NQ            |
| 34   | Aleksandr Kartsev         | Comité olympique de Russie | 5.700  | 7.800  |          | 13.500 | NQ            |
| 35   | Joel Plata                | Espagne                    | 5.800  | 7.633  |          | 13.433 | NQ            |
| 36   | Caio Souza                | Brésil                     | 5.500  | 7.900  |          | 13.400 | NQ            |
| 37   | Shane Wiskus              | États-Unis                 | 5.300  | 8.066  |          | 13.366 | NQ            |
| 38   | Ivan Tikhonov             | Azerbaïdjan                | 5.800  | 7.566  |          | 13.366 | NQ            |
| 39   | Ahmet Önder               | Turquie                    | 5.400  | 7.933  |          | 13.333 | NQ            |
| 40   | Daniel Corral             | Mexique                    | 6.000  | 7.266  |          | 13.266 | NQ            |
| 41   | Philipp Herder            | Allemagne                  | 5.600  | 7.633  |          | 13.233 | NQ            |
| 42   | Francisco Barretto Júnior | Brésil                     | 5.700  | 7.500  |          | 13.200 | NQ            |
| 43   | Cyril Tommasone           | France                     | 6.100  | 7.000  |          | 13.100 | NQ            |
| 44   | Sofus Heggemsnes          | Norvège                    | 5.200  | 7.866  |          | 13.066 | NQ            |
| 45   | Tang Chia-hung            | Taipei chinois             | 4.700  | 8.300  |          | 13.000 | NQ            |
| 46   | Omar Mohamed              | Égypte                     | 5.000  | 8.000  |          | 13.000 | NQ            |
| 47   | Yevhen Yudenkov           | Ukraine                    | 5.600  | 7.366  |          | 12.966 | NQ            |
| 48   | Lee Junho                 | Corée du Sud               | 4.800  | 8.100  |          | 12.900 | NQ            |
| 48   | Ryu Sunghyun              | Corée du Sud               | 4.800  | 8.100  |          | 12.900 | NQ            |
| 50   | Thierno Diallo            | Espagne                    | 5.700  | 7.200  |          | 12.900 | NQ            |
| 51   | Shiao Yu-Jan              | Taipei chinois             | 6.300  | 6.600  |          | 12.900 | NQ            |
| 52   | Uche Eke                  | Nigeria                    | 5.500  | 7.366  |          | 12.866 | NQ            |
| 53   | Petro Pakhnyuk            | Ukraine                    | 5.900  | 6.966  |          | 12.866 | NQ            |
| 54   | Diogo Soares              | Brésil                     | 5.100  | 7.700  |          | 12.800 | NQ            |
| 55   | Rene Cournoyer            | Canada                     | 5.200  | 7.600  |          | 12.800 | NQ            |
| 56   | Artem Dolgopyat           | Israël                     | 5.800  | 6.966  |          | 12.766 | NQ            |
| 57   | Christian Baumann         | Suisse                     | 5.400  | 7.300  |          | 12.700 | NQ            |
| 58   | Nicolau Mir               | Espagne                    | 5.000  | 7.600  |          | 12.600 | NQ            |
| 59   | Mikhail Koudinov          | Nouvelle-Zélande           | 4.400  | 8.066  |          | 12.466 | NQ            |
| 60   | Eddy Yusof                | Suisse                     | 5.600  | 6.866  |          | 12.466 | NQ            |
| 61   | Adem Asil                 | Turquie                    | 6.000  | 6.400  |          | 12.400 | NQ            |
| 62   | David Jessen              | République tchèque         | 5.500  | 6.833  |          | 12.333 | NQ            |
| 63   | Loo Phay Xing             | Malaisie                   | 5.700  | 6.566  |          | 12.266 | NQ            |
| 64   | Rasuljon Abdurakhimov     | Ouzbékistan                | 4.900  | 7.266  |          | 12.166 | NQ            |
| 65   | Giarnni Regini-Moran      | Royaume-Uni                | 5.300  | 6.866  |          | 12.166 | NQ            |
| 66   | Robert Tvorogal           | Lituanie                   | 5.500  | 6.600  |          | 12.100 | NQ            |
| 67   | David Rumbutis            | Suède                      | 5.200  | 6.833  |          | 12.033 | NQ            |
| 68   | Milad Karimi              | Kazakhstan                 | 5.700  | 6.200  |          | 11.900 | NQ            |
| 69   | Carlos Yulo               | Philippines                | 4.400  | 7.433  |          | 11.833 | NQ            |
| 70   | Kim Han-sol               | Corée du Sud               | 4.800  | 7.033  |          | 11.833 | NQ            |
| 71   | Néstor Abad               | Espagne                    | 5.000  | 6.466  |          | 11.466 | NQ            |
| 72   | David Huddleston          | Bulgarie                   | 3.800  | 7.200  |          | 11.000 | NQ            |
| 73   | Hung Yuan-Hsi             | Taipei chinois             | 4.000  | 6.766  |          | 10.766 | NQ            |
| 74   | Mários Georgíou           | Chypre                     | 4.800  | 5.866  |          | 10.666 | NQ            |
|      | Denis Ablyazin            | Comité olympique de Russie |        |        |          |        | DNS           |
|      | Arthur Mariano            | Brésil                     |        |        |          |        | DNS           |

| Légende :                                          | Légende :                                                    | Légende :                  |
| -------------------------------------------------- | ------------------------------------------------------------ | -------------------------- |
| - Q = Qualifié - DNS (Did Not Start) = Non partant | - NQ = Non Qualifié - DNF (Did Not Finish) = N'a pas terminé | - R1, R2, R3 = Remplaçants |

## Finale
| Rang               | Nom              | Pays                       | Note D | Note E | Pénalité | Total  |
| ------------------ | ---------------- | -------------------------- | ------ | ------ | -------- | ------ |
| Médaille d'or      | Max Whitlock     | Grande-Bretagne            | 7.000  | 8.583  |          | 15.583 |
| Médaille d'argent  | Lee Chih-kai     | Taipei chinois             | 6.700  | 8.700  |          | 15.400 |
| Médaille de bronze | Kazuma Kaya      | Japon                      | 6.600  | 8.300  |          | 14.900 |
| 4                  | David Belyavskiy | Comité olympique de Russie | 6.400  | 8.433  |          | 14.833 |
| 5                  | Kōhei Kameyama   | Japon                      | 6.800  | 7.800  |          | 14.600 |
| 6                  | Alec Yoder       | États-Unis                 | 6.400  | 8.166  |          | 14.566 |
| 7                  | Rhys McClenaghan | Irlande                    | 6.400  | 6.700  |          | 13.100 |
| 8                  | Sun Wei          | Chine                      | 6.300  | 6.766  |          | 13.066 |